# سوتالول
سوتالول هو دواء يستخدم من قبل الأفراد الذين يعانون من عدم انتظام في نبض القلب (اضطراب ايقاع القلب). يعد السوتلول من عوامل حصر المستقبلات الادرينية البيتاوية التنافسية غير الانتقائية التي تمثل أيضا خصائص مضادات الاضطراب من الصنف الثالث. تم اكتشافهم في 1960 وأصبحت تستخدم على نطاق واسع في البداية كحاصرات بيتاوية في 1980 واكتشفت وظيفتها باعتبارها دواء لتنظيم نبض القلب بعد فترة وجيزة. وبسسب تأثيرها المزدوج اصبحوا يفضلوا استخدمها على الحاصرات البيتوية الأخرى بالعلاج كل من الرجفان البطيني وتسرع القلب البطيني.
الأسماء التجارية للسوتالول تتضم كل من Betapace ,Betapace AF ,Sotlex , sotacor و sotylize . كما تنصح إدارة الغذاء والدواء الأمريكية بعدم استخدام السوتالول الا حالات الاضطرابات الخطيرة لإطالة مدى فترة QT قد تسبب مخاطر
لسوتالول توجد أسماء تجارية عديدة منها بيتابيس وبيتابيس أي اف (مختبرات بيرليكس)، وسوتالكس وسوتاكور (بريستول-مايرز سكويب).

## الاستخدامات الطبية
وفقا لإدارة الغذاء والدواء الأمريكية يمكن استخدام السوتالول بصورة صحيحة للحفاظ على انتظام نبض القلب الطبيعي للأشخاص الذين يعانون من عدم انتظام ضربات القلب البطني المهددة الحياة أو الرجفان (رفرفه) الأذيني مصحوب بأعراض. وبسبب خطر الاعراض الجانبية اقرت إدارة الغذاء والدواء الأمريكية ان يختص السوتالول بالمرضى الذين تعتبر اصابات عدم انتظام ضربات القلب البطيني مهدد للحياة أو المرضى الذين يعانون من الرجفان ولا يمكن السيطرة عليه باستخدام حيلة الفالسفا أو أي طريقة أخرى بسيطة

## موانع الاستعمال
حسب إدارة الأغذية والعقاقير، لا ينبغي أن تستخدم السوتالول من قبل الأشخاص الذين لديهم معدل ضربات القلب الاستيقاظ أقل من 50 نبضة في الدقيقة. كما انه لا ينبغي أن تستخدم من قبل الأشخاص الذين يعانون من متلازمة الجيوب الأنفية، متلازمة QT الطويلة، صدمة قلبية، فشل قلبي غير متحكم به، والربو القصبي أو حالة تشنج قصبي أو من قبل الأشخاص الذين يصل معدل تركيز البوتاسيوم في الدم 4 ميل مكافئ /مل. ينبغي ان يستخدم فقط لدى الأشخاص الذين يعانون من انسداد أذيني بطيني من الدرجة الثانية أو الثالثة في حالة كانت العقدة الاذينية البطينية تعمل.
بما ان السوتالول يتم إخراجه خارج الجسم عن طريق الكلى، فلا يجب استخدامه من قبل الأشخاص الذين يعانون من معدل ترشيح الكيراتنين اقل من 40 مل/دقيقة. كما انه يفرز في لبن الثدي فعلى الأمهات المرضعات تجنب الإرضاع في حالة استخدام سوتالول
ولأن السوتالول يطيل من فترة QT، توصي إدارة الغذاء والدواء الأمريكية بعدم ضد استخدامه بالتزامن مع الأدوية الأخرى التي تطيل فترة QT. وقد وجدت دراسات ان بعض الآثار الجانبية الخطيرة أكثر شيوعا في المرضى الذين يتناولون أيضا الديجوكسين، وقد يعود السبب إلى وجود فشل في القلب مسبقا لدى هؤلاء المرضى. كما هو الحل في حاصرات البيتا الأخرى وقد يتفاعل مع حاصرات قنوات الكالسيوم، الادوية المستنفذة للكيتوثلاماين، الأنسولين أو ادوية مضادات السكري منبهات الأدرينالية البيتاوية 2، والكلونيدين.
وتشير بعض الأدلة إلى ضرورة تجنب السوتالول في حالات انخفاض نسبة قذف الدم من القلب لأنه قد يتسبب في زيادة خطر الموت.

## الآثار السلبية
أكثر من 10٪ من مستخدمي السوتالول عن طريق الفم يعانون من التعب، الدوخة، الدوار، الصداع، الضعف، الغثيان، وضيق في التنفس، وبطء القلب (بطء معدل ضربات القلب)، والخفقان، أو ألم في الصدر. ويزداد خطر جميع ما سبق مع زيادة الجرعة.
وفي بعض الحالات النادرة الإطالة التي يحدثها السوتالول في موجة QT تتسبب في ظهور تورسيد دي بوينت، تسارع في نبض القلب، المهددة للحياة. من خلال العديد من التجارب، 0.6٪ من المرضى الذين يستخدمون السوتالول عن طريق الفم ويعانون من عدم انتظام ضربات القلب فوق البطيني (مثل الرجفان الأذيني) عانوا من TdP. اما بالنسبة للمرضى الذين عانوا فيما مضى من تسارع القلب البطيني المتواصل (إيقاع غير طبيعي يستمر أكثر من 30 ثانية)، 4% عانوا من TdP. كما يزيد من خطر الاثار الجانبية عند زيادة الجرعة، وفي الإناث، أو في حالة وجود تاريخ مسبق لتضخم في القلب أو فشل القلب الاحتقاني. فرصة حدوث TdP مع المرضى الذين يعانون من اختلاج بطيني ثابت 0% مع جرعة يومية 80 ملغ، و0.5٪ في 160 ملغ، 1.6٪ في 320 ملغ، 4.4٪ في 480 ملغ، 3.7٪ في 640 ملغ، و5.8٪ عند تناول جرعات أكبر من 640 ملغ. وبسبب هذه المخاطر تشترط إدارة الغذاء والدواء الأمريكية على المرضى الإقامة في المستشفى لما لا يقل عن 3 أيام في مرافق وفر إنعاش القلب. ورصد تخطيط القلب بشكل مستمر عند بدء أو إعادة اعطاء السوتالول.

## آلية العمل

### حاصرات مستقبلات البيتا
يربط السوتالول بشكل غير انتقائي على كل من مستقبلات البيتية الأدرينالية 1 و2 ويمنع تفعيلها من قبل الرسل التنشيطية. عدم ارتباط هذه الرسل على مستقبلاتها سيتسبب بعدم تشغيل البروتين g المرتبط بالمستقبلات فيمنعه من إنتاج AMPالحلقي الذي هو مسؤول عن تشغيل قنوات تدفق الكالسيوم. يؤدي انخفاض في تفعيل قنوات الكالسيوم إلى انخفاض في الكالسيوم داخل الخلايا. في خلايا القلب، الكالسيوم مهم في توليد إشارات كهربائية للانقباضية، فضلا عن توليد قوة للانقباضية. وبعد النظر في هذه الخصائص الهامة للكالسيوم، يمكن استخلاص نتيجتين. أولا، مع انخفاض من الكالسيوم في الخلية، هناك انخفاضا في الإشارات الكهربائية الانقباضية، مما يتيح الوقت لتنظيم الضربات الطبيعية للقلب لتصحيح عدم اتساق نبضات القلب. ثانيا، انخفاض الكالسيوم يعني انخفاضا في القوة ومعدل انقباض، التي يمكن أن تكون مفيدة في علاج ضربات القلب غير طبيعية في المرضى الذين يعانون من عدم انتظام النبض.

### النوع الثالث مضاد اضطراب النظم
يعمل السوتالول أيضا على قنوات البوتاسيوم ويؤدي إلى تأخير في انبساط البطينين. عن طريق اغلاقها فيمنع تدفق أيونات K +، مما يؤدي إلى زيادة في الوقت الازم لتتولد إشارات كهربائية أخرى في خلايا القلب في البطين. هذه الزيادة في فترة الزمنية قبل أن يتم إنشاء إشارة جديدة للانقباض، تساعد على تصحيح مشكلة عدم انتظام ضربات القلب عن طريق خفض احتمال الانقباض السابق لأوانه أو غير طبيعي في البطينين وأيضا يطيل من وتيرة انقباض البطين للمساعدة في علاج عدم انتظام دقات القلب.

## التاريخ
تم تصنيعه السوتالول لأول مرة في عام 1960 من قبل AA Larcen من ميد جونسون الصيدلانية. وقد اعترف أصلا لانخفاض للضغط وآثاره المضادة للذبحة الصدرية. واصبحت متوفرة في المملكة المتحدة وفرنسا في عام 1974، وألمانيا في عام 1975، والسويد في عام 1979. وفي 1980s، تم اكتشاف خصائصه المضادة لاضطراب النظم. وافق الولايات المتحدة للأدوية عليه في عام 1992.